# Văratec (okręg Neamț)
Văratec – wieś w Rumunii, w okręgu Neamț, w gminie Agapia. W 2011 roku liczyła 807 mieszkańców.